# 影現寺 (葛城市)
影現寺（ようげんじ）は奈良県葛城市にある高野山真言宗の寺院。山号は柿本山（しほんざん）。本尊は木造十一面観音菩薩立像。
隠れ寺霊場縁日巡礼の霊場札所。

## 歴史
寺伝によれば、空海の高弟の一人で神護寺住職を務めた真済によって斉衡2年（855年）あるいは天安2年（858年）に創建されたという。柿本神社の神宮寺として創建された経緯から、現在も神社と隣接しており、境内も繋がっている。災害や火災で幾度となく焼失し、現在の本堂は17世紀に再建されたもの。なお寛政3年（1791年）の『大和名所図会』においては黄檗宗の寺で本尊は阿弥陀仏と記載されているという。
かつては施餓鬼などの際に「仙方施神丸」という丸薬を頒布していたほか、旧暦3月18日に柿本神社で行なわれていた「チンポンカンポン祭」では会式の際に寺の鐘太鼓を打ち鳴らしていたといい、祭りの名はこの音に因むという。なお、この祭礼は現在では毎年4月18日に行なわれているが鳴り物は無くなっている。

## 文化財

### 仏像
- 十一面観音立像（本尊）
  - 平安時代に作られたとされる一木造の十一面観音像で秘仏。高さ66.1センチメートルで、本堂正面の厨子内に祀られている。[6]

- 伝真済上人坐像
  - 真済の姿とされる坐像。江戸時代に造られた。寄木造、彩色、玉眼。高さ67.7センチメートル。[6]

- 不動明王立像
  - 平安時代に造られた不動明王像。一木造の立像で高さ97.5センチメートル、彫眼、古色。[6]

- 難陀龍王像
  - 江戸時代に造られた難陀竜王像。寄木造で高さ46.8センチメートル、玉眼、彩色、一部に漆箔。[6]

- 雨宝童子像
  - 江戸時代に造られた雨宝童子像。寄木造で高さ39.9センチメートル、玉眼、彩色、一部に漆箔。[6]

- 普賢延命菩薩坐像
  - 江戸時代に造られた普賢延命菩薩像。一木造で高さ9.8センチメートル、彫眼、一部に金泥。[6]

- 阿弥陀如来立像
  - 江戸時代に造られた阿弥陀如来像。一木造で高さ19.4センチメートル、玉眼、金泥、漆箔。[6]

- 地蔵菩薩立像
  - 江戸時代に造られた地蔵菩薩像。一木造で高さ16.2センチメートル、彫眼、彩色。[6]

- 地蔵菩薩立像
  - 室町時代に宿院仏師の源次によって造られた地蔵菩薩像。寄木造で高さ58.1センチメートル、玉眼。[6]

### その他
- 影現寺縁起絵巻（江戸時代）[7]
- 涅槃会図（天保10年（1839年））[7]
- 十三仏図（室町時代）[7]
- 阿弥陀三尊来迎図（南北朝時代）[7]
- 慈雲尊者像（江戸時代）[7]
- 胎蔵界大日如来像（江戸時代）[7]
- 星曼荼羅図（嘉永7年（1854年））[7]
- 大徹禅師像（享保5年（1720年））[7]

- 柿本太夫人麻呂之墓
  - 延宝7年（1679年）に郡山藩の藩主となった松平信之によって、天和元年（1681年）に建立された石碑[3]。

- 人麻呂像
  - 真済の作と伝えられる木像。首がはめ込み式になっており、夜中に月の出る方角に向くという言い伝えがある。

かつては笛吹大明神に奉納された大般若経400巻を所蔵していたが、現在は光現寺蔵となっている。